# Fuentes tipográficas de código abierto
Las fuentes tipográficas digitales libres o de código abierto son las que se publican y se distribuyen con licencias que permiten su uso, modificación y redistribución sin restricciones excesivas. A diferencia de las fuentes con licencias restrictivas, estas fuentes se caracterizan por su accesibilidad y posibilidad de adaptación. Estas ventajas han impactado positivamente en el mundo del diseño gráfico al democratizar el acceso a tipos de letra de calidad, fomentar la adaptabilidad y la coherencia visual, estimular la colaboración y la innovación continua, y ofrecer flexibilidad para la identidad de marca.

## Estatus legal de las fuentes digitales
Las fuentes tipográficas digitales están consideradas un tipo de software y, como tal, están protegidas por las leyes de propiedad intelectual, salvo que sean de dominio público.  
Por otro lado, las fuentes digitales responden a un diseño tipográfico que, a su vez, puede estar sujeto a derechos de autor o puede estar protegido por una patente de diseño o protección equivalente, con diferentes requisitos según las diversas jurisdicciones.
- En la mayoría de países, incluidos los Estados Unidos,[3] los tipos de letra no están sujetos a derechos de autor. Reino Unido[4] y Alemania[5] constituyen dos excepciones notables, aunque en ambos casos la duración de la protección (25 años y 10 años prorrogables otros 15, respectivamente) es muy inferior a la de los derechos de autor del software (70 años después de la muerte del autor).

- Por contra, en la mayoría de países, los diseños tipográficos pueden estar protegidos por una patente de diseño o protección equivalente. En Estados Unidos, las patentes de diseño tienen una duración de 15 años,[6] pero raramente se solicitan para los tipos de letra por el coste y el esfuerzo que implican.[7] En la Unión Europea, la protección de los diseños no registrados caduca a las 3 años y la de los diseños registrados, a los 5 años, renovables por períodos sucesivos de cinco años hasta un máximo de 25.[8]

Por último, hay que tener en cuenta que el nombre de un tipo de letra también se puede registrar como una marca comercial y, en ese caso, ningún otro tipo de letra podrá llevar el mismo nombre mientras la marca siga vigente.
La norma básica para el uso legal de las fuentes digitales protegidas es tener una licencia de usuario, igual que para cualquier otro software. Estas licencias se pueden obtener de tres maneras:
1. Directamente de los creadores de las fuentes, un diseñador particular o una fundición digital.
2. Como parte de un paquete de software más amplio, como las licencias de las fuentes que se instalan por defecto con un sistema operativo.
3. Al descargar una fuente desde un sitio web autorizado.

## Libertades de las fuentes de código abierto
Las licencias de las fuentes tipográficas no libres suelen especificar los diversos usos de las fuentes que se permiten o se restringen, así como otra serie de limitaciones. Por ejemplo, pueden hacer referencia a si se permite un uso personal o comercial; si este uso es exclusivo, ilimitado o limitado; o bien si su uso es para el escritorio, la web, aplicaciones móviles, publicaciones electrónicas, etc.
En cambio, las fuentes tipográficas libres o de código abierto poseen una licencia que garantiza las cuatro libertades que definen el software libre o de código abierto, que también definen las obras culturales libres. En el caso de las fuentes tipográficas, estas garantías se concretan así:
1. Libertad de uso para cualquier propósito. Las fuentes se deben poder usar libremente con cualquier fin, en privado o en público, por cualquier persona y en cualquier ámbito. No son aceptables las restricciones sobre su uso comercial, político o religioso, sobre el número de dispositivos en los que se pueden instalar o sobre los formatos a los que se pueden convertir.
2. Libertad de estudio y modificación. Las fuentes se deben poder modificar de manera privada de cualquier manera, por lo que se deben poder estudiar sin impedimentos. Aunque es preferible contar con el código fuente completo, no es un requisito indispensable. Esto se debe a que los archivos binarios de las fuentes contienen toda la información esencial del diseño y el espaciado de los glifos, y todos los editores de fuentes pueden abrirlos y modificarlos, ya que sus formatos están documentados públicamente.[15]
3. Libertad de distribución. Cualquier persona debe poder vender, intercambiar o regalar las fuentes sin ningún coste adicional, como regalías. Se debe permitir la distribución en todas sus formas: como una obra independiente, como parte de otras fuentes, como parte de una colección de fuentes o solo en parte. No se pueden imponer restricciones sobre otras obras que se distribuyan en combinación con las fuentes, como el texto de los documentos maquetados con las fuentes.
4. Libertad de distribución de las versiones modificadas. Las fuentes modificadas se deben poder distribuir en los mismos términos que la licencia de las fuentes originales. Es aceptable exigir que las fuentes modificadas lleven un nombre o un número de versión diferente al original, y que conserven los avisos de atribución de otros colaboradores.

## Licencias de código abierto para fuentes
Las licencias de fuentes de código abierto varían en sus términos y condiciones, cada una con sus propias ventajas y limitaciones:
- Licencia Pública General de GNU (GPL). Permite el uso, modificación y redistribución de las fuentes, pero cualquier trabajo derivado también debe ser liberado bajo la GPL. Esta licencia es adecuada para proyectos que desean mantener un alto nivel de compartición y colaboración.

- Licencia Pública General de GNU con excepción de fuentes (GPL+FE). Similar a la GPL, pero con una excepción que permite el uso de las fuentes en documentos sin aplicar la GPL al documento completo. Esta licencia es útil para proyectos que desean utilizar las fuentes en documentos sin que ello afecte el licenciamiento de otros componentes del documento.

- Licencia de fuente abierta de SIL (OFL). Ofrece libertad para usar, modificar y redistribuir las fuentes, con requisitos específicos para la redistribución. Esta licencia es especialmente popular debido a su enfoque en la colaboración y la flexibilidad.

- Licencia Apache 2.0. Permite un uso amplio y modificación de las fuentes, sin obligación de compartir los cambios. Esta licencia es adecuada para proyectos que buscan un equilibrio entre la colaboración y la posibilidad de mantener cierto control sobre las modificaciones.

## Ventajas e impacto en el diseño gráfico
Las fuentes tipográficas de código abierto ofrecen ventajas significativas sobre las de código cerrado.
1. Libertad creativa. Permiten la personalización y adaptación a las necesidades específicas de diseño, lo que brinda a los creadores una mayor libertad creativa en comparación con las fuentes de código cerrado.
2. Accesibilidad. Son accesibles para todos, ya que su distribución se basa en licencias que permiten el uso, modificación y distribución sin restricciones onerosas.
3. Transparencia. Estas fuentes a menudo incluyen el código fuente, lo que permite a los diseñadores inspeccionar y ajustar cada detalle de la tipografía, lo que conduce a una mayor precisión en el diseño.
4. Colaboración. Fomentan la colaboración global, permitiendo a diseñadores y desarrolladores trabajar juntos para mejorar y expandir las fuentes, enriqueciendo la calidad y la variedad.
5. Diversidad: Su amplia gama de estilos y diseños disponibles permiten a los diseñadores elegir entre una variedad más amplia de opciones para adaptarse a diferentes proyectos y estilos.

Gracias a estas ventajas, las fuentes tipográficas de código abierto han transformado el panorama del diseño gráfico de varias formas:
1. Democratización del diseño. Han democratizado el acceso a tipografías de alta calidad, eliminando las barreras económicas y permitiendo que diseñadores de todo nivel utilicen fuentes profesionales.
2. Adaptabilidad. Sus posibilidades de personalización y adaptación a necesidades específicas han permitido una mayor coherencia visual en diseños digitales y de impresión.
3. Colaboración global. La comunidad global de diseñadores, desarrolladores y entusiastas del código abierto ha colaborado en la mejora constante de las fuentes, resultando en opciones tipográficas más versátiles y atractivas.
4. Innovación continua. La posibilidad de modificar y mejorar constantemente las fuentes ha llevado a la creación de nuevos estilos y enfoques tipográficos, lo que ha impulsado la innovación en el diseño gráfico.
5. Flexibilidad en la identidad de marca. Empresas y organizaciones pueden adoptar fuentes de código abierto para sus identidades de marca, brindándoles una forma única y personalizable de comunicar su imagen visual.

## Fuentes Unicode de código abierto
Existen tipos de letra de código abierto diseñados para contener glifos de todos los caracteres Unicode, o al menos una amplia selección de sistemas de escritura. También hay numerosos proyectos enfocados en proporcionar solo un sistema de escritura específico, como la fuente árabe Arabeyes. Una ventaja de apuntar solo a algunos sistemas de escritura con una fuente es que ciertos caracteres Unicode deben renderizarse de manera diferente según el idioma en el que se utilicen. Además, una fuente que incluye solo los caracteres necesarios para un usuario específico será mucho más pequeña en tamaño de archivo en comparación con una que tenga muchos glifos. Las fuentes Unicode en formatos modernos como OpenType pueden teóricamente abarcar varios idiomas al incluir varios glifos por carácter, aunque muy pocas cubren en realidad las formas de lenguaje de más de un idioma de los caracteres Han unificados.

## Tipos y ejemplos
GNU Unifont

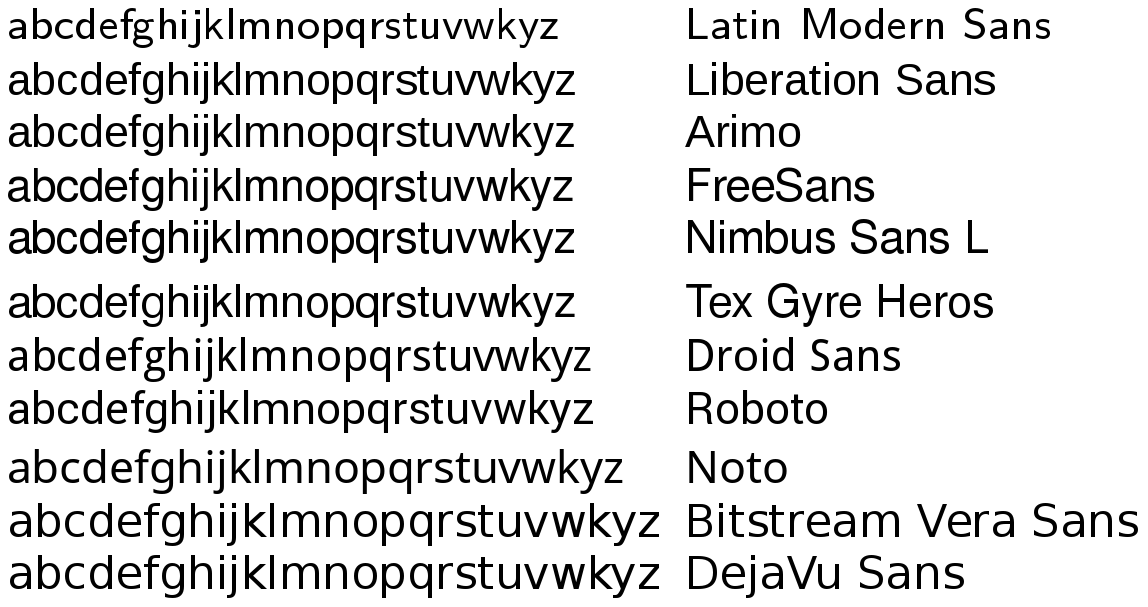
Captura de Pantalla que muestra algunas Tipografías Libres.

GNU Unifont es una fuente basada en mapas de bits creada por Roman Czyborra, presente en la mayoría de los sistemas operativos libres y sistemas de ventanas como Linux, XFree86 o el Servidor X.Org. La fuente se publica bajo la Licencia Pública General de GNU Versión 2+ con una excepción de incrustación de fuente.
Fixed
Las fuentes fijas de mapa de bits principales de X11 han proporcionado una amplia cobertura Unicode desde 1997.
Fuentes de contorno libre UCS
Free UCS Outline Fonts (freefont) es un proyecto de colección de fuentes iniciado por Primož Peterlin y actualmente administrado por Steve White. El objetivo del proyecto ha sido crear un paquete de fuentes que recoja fuentes libres existentes y donaciones especiales para admitir tantos caracteres Unicode como sea posible. La familia de fuentes se publica como GNU FreeFont bajo la Licencia Pública General de GNU. También admite varios formatos de fuente, incluyendo PostScript, TrueType y OpenType. Por esta razón, las fuentes se derivan de trabajos originales realizados en FontForge y se almacenan en archivos .sfd (Base de datos de fuentes de spline). La versión más reciente es de mayo de 2012.
Fuentes SIL
SIL International ofrece una amplia variedad de fuentes, editores, sistemas de traducción y producción de libros como parte de su objetivo de cerrar la brecha digital para los idiomas minoritarios. Este sitio contiene muchas utilidades para sistemas Windows, incluyendo editores de derecha a izquierda, mapeadores de teclas, traductores RTF y fuentes Unicode gratuitas de alta calidad. SIL publica sus fuentes bajo su propia Licencia de fuente abierta SIL. Las tipografías incluyen Charis SIL, Doulos SIL, Gentium y Andika.
MPH 2B Damase
MPH 2B Damase de Mark Williamson es una fuente gratuita que codifica muchos sistemas de escritura no latinos, incluidos los sistemas de escritura Unicode 4.1 en el Plano multilingüe suplementario.
Fuentes Noto
Noto es una familia de fuentes diseñada para abarcar todos los sistemas de escritura codificados en el estándar Unicode. Está diseñada con el objetivo de lograr una armonía visual en múltiples idiomas y sistemas de escritura. Encargada por Google, la fuente está bajo licencia de la Licencia de Fuente Abierta SIL. Hasta septiembre de 2015, las fuentes estaban bajo la Licencia Apache 2.0.
Cascadia Code
Cascadia Code es una fuente monoespaciada TrueType diseñada específicamente para la Terminal de Windows, la nueva interfaz de línea de comandos de Microsoft Windows. Incluye ligaduras de programación y fue diseñada para mejorar la apariencia de la Terminal de Windows, aplicaciones de terminal y editores de texto como Visual Studio y Visual Studio Code. La fuente es de código abierto bajo la Licencia de Fuente Abierta SIL y está disponible en GitHub. Ha sido incluida con la Terminal de Windows desde la versión 0.5.2762.0.
Kurinto Font Folio
Kurinto es una gran colección de fuentes con licencia OFL de Pan-Unicode, diseñada para la publicación académica. Su objetivo es abordar problemas al mezclar idiomas que utilizan el alfabeto latino con idiomas secundarios que utilizan otros sistemas de escritura.
Larabie Fonts
En agosto de 2020, Ray Larabie lanzó al dominio público una biblioteca de fuentes tempranas de la década de 1990. Las fuentes varían en su cobertura de Unicode. Previamente, Larabie había lanzado al dominio público la fuente pan-Unicode "Canada 1500" como un gesto al sesquicentenario canadiense en 2017.